# Liste der russischen Botschafter in Osttimor

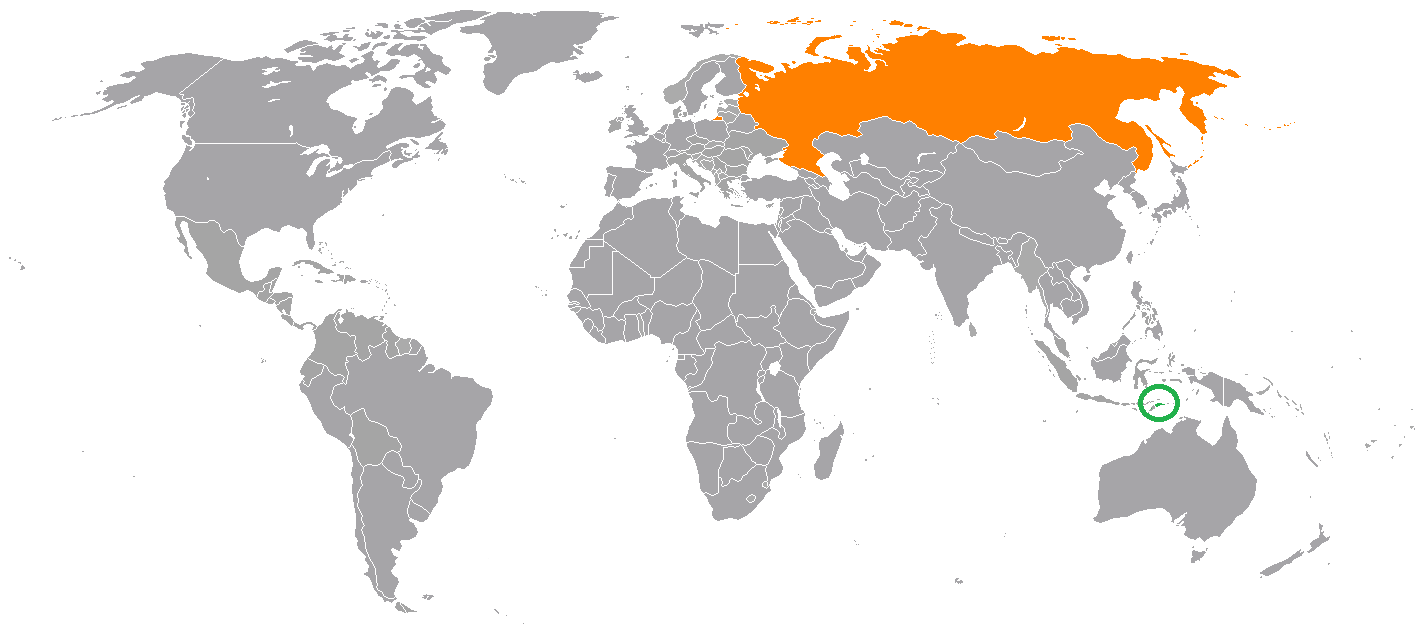
Osttimor (grün) und die Russland (orange)

Diese Liste führt die russischen Botschafter in Osttimor auf.

## Hintergrund
Osttimor und Russland nahmen am 20. Mai 2002 diplomatische Beziehungen auf. Der Botschafter Russlands hat seinen Sitz im indonesischen Jakarta.

## Liste der Botschafter

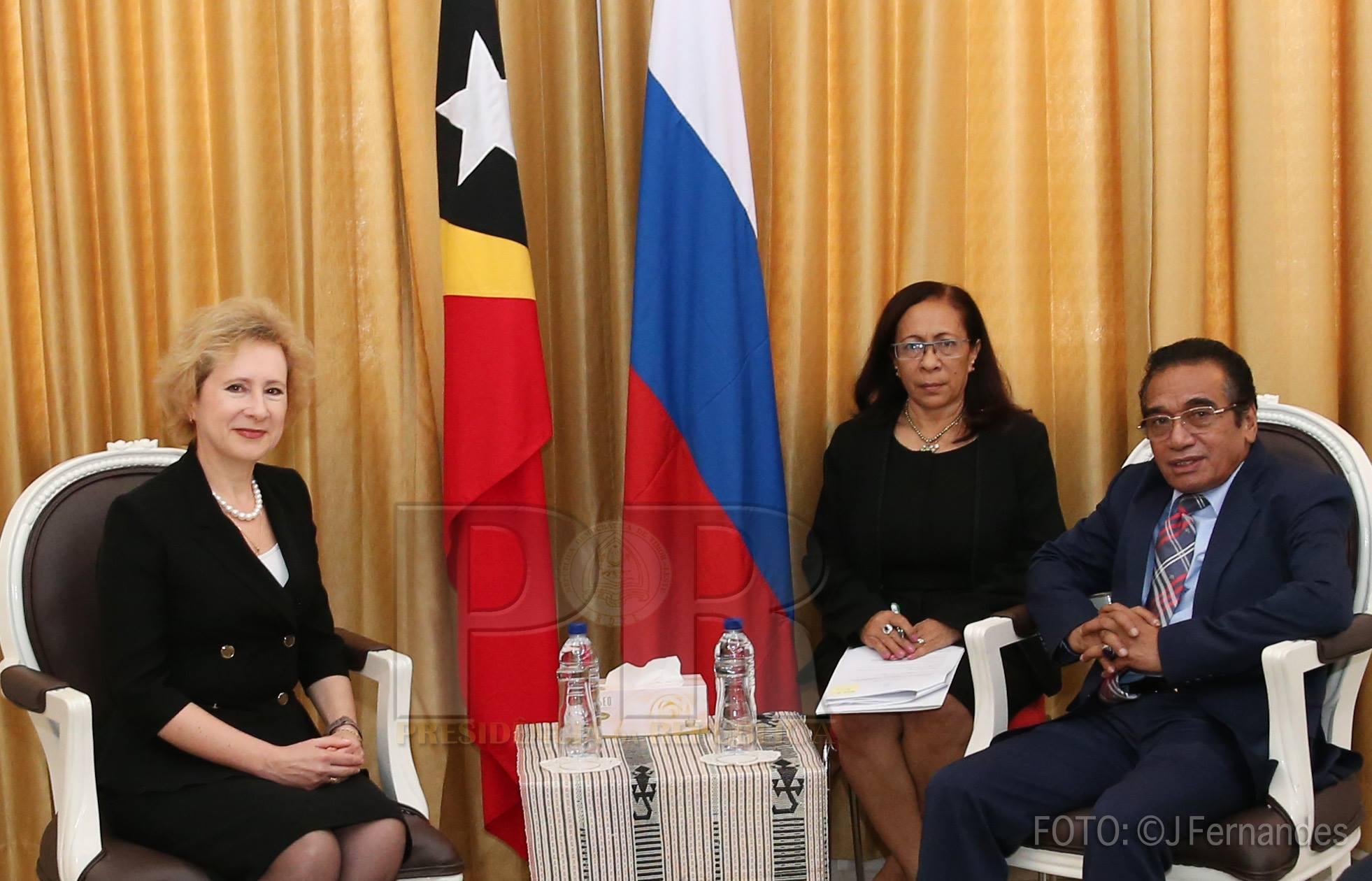
Ljudmila Georgijewna Worobjowa in Osttimor (2018)

| Name                               | Amtszeit      | Anmerkungen                      |
| ---------------------------------- | ------------- | -------------------------------- |
| Vladimir Plotnikov                 | 2000–2004     |                                  |
| ?                                  | 2004–2007     |                                  |
| Aleksandr Anatolyevich Ivanov      | 2007–2012     |                                  |
| Mikhail Galuzin                    | 2012–2018     |                                  |
| Ljudmila Georgijewna Worobjowa     | 2018–2024 (?) | Akkreditierung: 21. Juni 2018    |
| Sergei Gennadjewitsch Toltschjonow | seit 2025     | Akkreditierung: 19. Februar 2025 |